# Subaru Tecnica International
Subaru Tecnica International (яп. スバルテクニカインターナショナル株式会社 Subaru Tekunika Intānashonaru Kabushiki-gaisha), или STi, спортивное подразделение компании Fuji Heavy Industries. Изначально, совместно с компанией Prodrive из Великобритании специализировались на подготовке различных автомобилей для раллийной команды Subaru World Rally Team, участвовавшей в чемпионате мира по ралли. Позже начала заниматься разработкой «заряженных» версий дорожных моделей Subaru. Компания была основана в 1988 году корпорацией Subaru (тогда известной как Fuji Heavy Industries), материнской компанией Subaru.

## Автомобили подготовленные STI
Subaru выпускает множество моделей с шильдом «STI» или «Tuned by STI», а также были выпущены ограниченные версии комплектации.
Многим STi известен, как производитель именно раллийных автомобилей.

### Количество выпущенных автомобилей в ограниченной серии
- 1990 Legacy GT Touring Wagon — STI Version — 200 штук.
- 1990 Legacy RS Type RA — STI Version — около 300 штук.
- 1994 Impreza WRX STi
- 1998 Impreza 22B STI version — 400 штук.
- 2000 Impreza S201 STI version — 300 штук.
- 2001 Forester STI II Type M — 800 штук.
- 2002 Legacy S401 STI version — 400 штук.
- 2002 Impreza S202 STI version — 400 штук.
- 2004 Impreza S203 — 555 штук.
- 2005 Legacy tuned by STI — 600 штук.
- 2005 Impreza S204 — 600 штук.
- 2006 Legacy tuned by STI — 600 штук.
- 2006 Impreza WRX STI spec C Type RA-R — 300 штук.
- 2007 Legacy tuned by STI — 600 штук.
- 2008 Legacy S402 — 402 штук.
- 2008 Impreza WRX STI «STI 20th Anniversary» — 300 штук.
- 2009 Exiga 2.0GT tuned by STI — 300 штук.
- 2010 Forester tS — 300 штук.
- 2010 Impreza WRX STI tS — 400 штук.
- 2010 Impreza R205 — 400 штук.
- 2010 Legacy tS — 600 штук.
- 2011 Impreza S206 & S206 NBR Challenge Package — 300 штук
- 2011 Impreza WRX STI
- 2013 Impreza WRX STI tS Type RA & tS Type RA NBR Challenge Package — 300 штук.

## Отличие от серийных автомобилей
- шестиступенчатая механическая коробка передач с кулачковым редуктором (Suretrac в 2004 года моделях)
- LSD дифференциал (передний и задний)
- изменяемым центральным дифференциалом (DCCD)
- IHI VF39 турбокомпрессор (VF43 в 2007 году, VF48 в 2008)
- BBS легкосплавные диски,
- тормоза Brembo
- 2,5-литровый двигатель (EJ257) 280 л.с. и 394 Н*м крутящего момента.
- сидения Recaro (ковшеобразные)
- руль MOMO

STI также модернизирует и другие элементы автомобилей, в основном элементы подвески, для использования на других автомобилях не спортивного серийного производства Subaru. Impreza WRX STi первый и единственный автомобиль STi продаваемый в североамериканском регионе. Для других рынков также выпускаются Legacy STI, они редки и пользуются большим спросом среди любителей Subaru. Они были выпущены только на внутреннем рынке Японии (JDM) и Новой Зеландии (NZDM) .